# آیگوافردا
آیگوافردا (به اسپانیایی: Aiguafreda) یک شهرستان در اسپانیا است که در بارسلون واقع شده‌است.

## خصوصیات
آیگوافردا ۷٫۹۲ کیلومترمربع مساحت و ۲٬۳۷۵ نفر جمعیت دارد و ۴۰۴ متر بالاتر از سطح دریا واقع شده‌است.